# Jameis Winston
Jameis Lanaed Winston (* 6. Januar 1994 in Bessemer, Alabama) ist ein US-amerikanischer American-Football-Spieler auf der Position des Quarterbacks. Er wurde im NFL Draft 2015 als erster Spieler von den Tampa Bay Buccaneers ausgewählt. Er spielte College Football für die Seminoles der Florida State University, mit denen er als Freshman die nationale Meisterschaft gewann. Im selben Jahr gewann er als jüngster Spieler die Heisman Trophy. Seit 2025 steht er bei den New York Giants unter Vertrag, zuvor spielte Winston auch für die Cleveland Browns und die New Orleans Saints.

## Frühe Jahre
Geboren in Bessemer, Alabama, besuchte er die Hueytown High School, wo er American Football und Baseball spielte. Er galt früh als hochtalentiert und führte seine Schule als Junior zur Staatsmeisterschaft. Am 3. Februar 2012 gab er bekannt, dass er die Florida State University besuchen werde. Im gleichen Jahr wurde er in der 15. Runde des Major League Baseball Drafts von den Texas Rangers ausgewählt. Sie erlaubten ihm für Florida State zu spielen, während er mit ihnen trainieren könne. Allerdings entschied sich Winston, das Angebot auszuschlagen.

## College

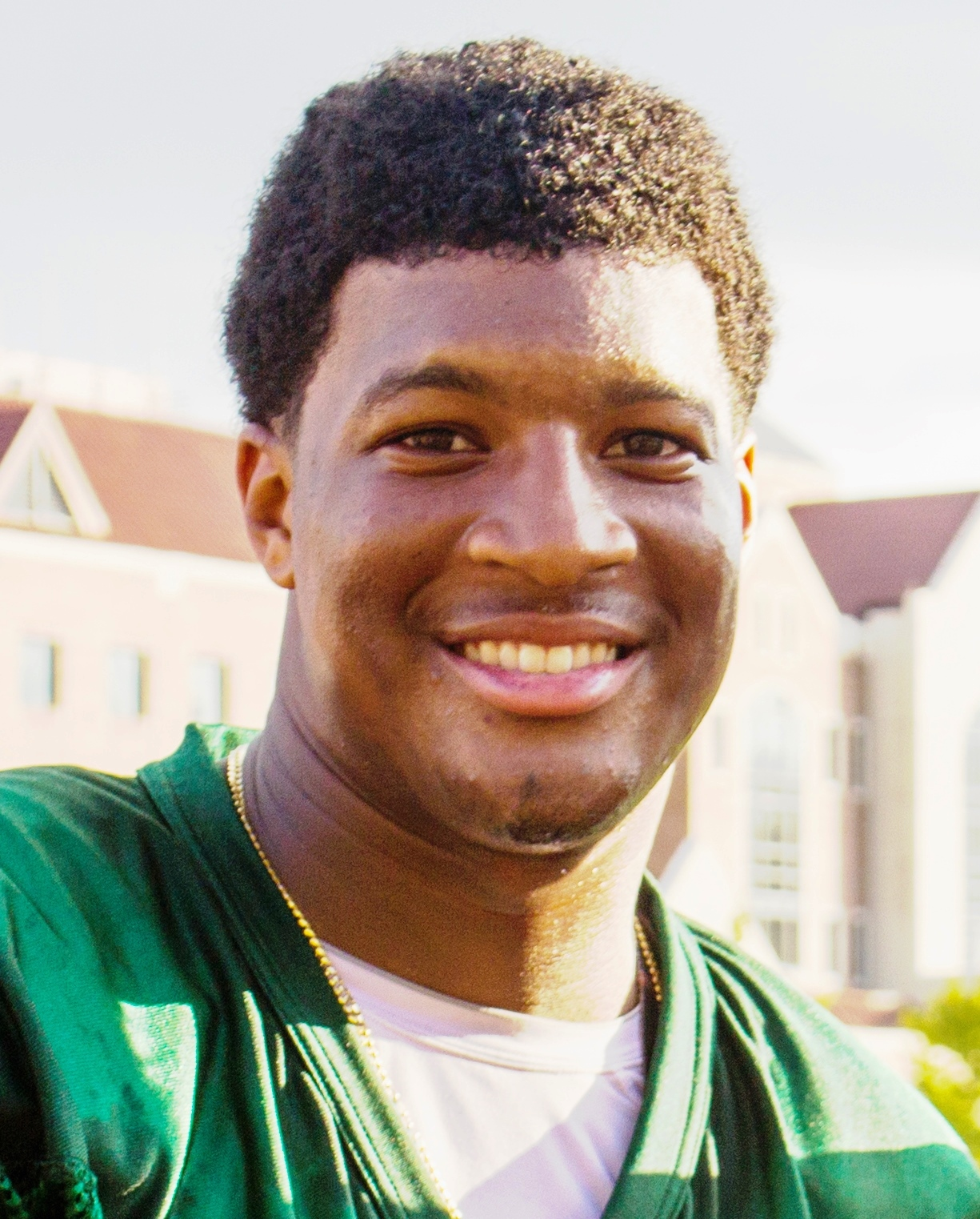
Jameis Winston (2013)

Winston entschied sich auch deswegen für die Florida State University, weil es ihm dort erlaubt war, gleichzeitig Football und Baseball zu spielen.
Nachdem er die Footballsaison 2012 hinter Senior Quarterback EJ Manuel aussetzte, wurde er zu Beginn der Saison 2013 zum Starting-Quarterback ernannt. Er verhalf seinem Team zu einer ungeschlagenen Saison mit 13 Siegen und zur Nationalen Meisterschaft. Er beendete sein Freshman-Jahr mit 4.075 Yards Raumgewinn und 40 Touchdowns im Passspiel. Im gleichen Jahr gewann er, unter anderen vor dem Vorjahressieger Johnny Manziel, als jüngster Spieler die Heisman Trophy.
2014 blieb er mit den Florida State Seminoles in der regulären Saison wieder ungeschlagen, musste sich jedoch im Rose Bowl, dem Halbfinale der College-Football-Play-offs, den Oregon Ducks um Quarterback Marcus Mariota, mit geschlagen geben. Es war seine einzige Niederlage am College. Nach der Saison entschied er sich, seine College-Karriere zu beenden und am NFL Draft 2015 teilzunehmen.

## NFL
Jameis Winston wurde als erster Spieler im NFL Draft 2015 von den Tampa Bay Buccaneers ausgewählt. Am 1. Mai 2015 unterschrieb er einen Vierjahresvertrag über 23,35 Millionen US-Dollar und 16,7 Millionen US-Dollar Antrittsgeld. Der Vertrag beinhaltete eine Klausel, die es ihm verbot, nebenbei Baseball oder eine andere Sportart zu spielen. Am 13. September 2015 feierte Winston sein Debüt gegen die Tennessee Titans. Er warf zwei Touchdowns, leistete sich aber auch das Missgeschick, in seinem ersten NFL-Pass eine Interception zu werfen, die die Titans zum Touchdown zurückliefen. Am elften Spieltag warf er beim 45:17-Sieg gegen die Philadelphia Eagles fünf Touchdown-Pässe und stellte damit einen Rookie-Rekord ein. Er beendete seine erste NFL-Spielzeit mit 4.042 Yards Raumgewinn im Passspiel und 22 Touchdowns bei 15 Interceptions. Durch Tom Bradys Absage durfte er als Nachrücker am Pro Bowl 2016 teilnehmen, wodurch er der erste Rookie-Quarterback in der 40-jährigen Geschichte der Buccaneers ist, dem diese Ehre zuteilwurde. Nach der Saison erhielt er die Auszeichnung zum NFL Pepsi Rookie of the Year.
Winston begann die Saison 2016 mit einem guten Auftritt gegen die Atlanta Falcons, bei dem er 22 von 33 Pässen für 281 Yards ans Ziel brachte und vier Touchdownpässe warf. Die Buccaneers gewannen das Spiel mit 31:24 und Winston wurde als NFC Offensive Player of the Week ausgezeichnet. Er war der erste Spieler, der in seinen ersten beiden NFL-Spielzeiten jeweils über 4000 Passing Yards verzeichnen konnte.
Vor der Saison 2018 zogen die Buccaneers die Option auf ein fünftes Vertragsjahr mit Winston. Wegen sexueller Belästigung wurde Winston für die ersten drei Spiele der Saison gesperrt. Nachdem er am achten Spieltag gegen die Cincinnati Bengals vier Interceptions geworfen hatte, wurde er im dritten Viertel ausgewechselt und durch Ryan Fitzpatrick ersetzt. Da Fitzpatrick in Woche 11 ebenfalls eine schwache Leistung zeigte, wurde er wieder durch Winston ersetzt. Winston brachte die Buccaneers nach einem zwischenzeitlichen Rückstand von 7:24 wieder zurück ins Spiel, erzielte 199 Yards Raumgewinn und zwei Touchdowns im Passspiel, warf allerdings auch eine Interception, die das Spiel zugunsten des Gegners, der New York Giants, entschied.
Die Saison 2019 beendete Winston mit 5109 Passing Yards, 33 Touchdowns und 30 Interceptions. Winston führte die Liga in Passing Yards an und war der achte Spieler, der in einer Saison für über 5000 Yards warf. Zudem war er auch der erste Spieler, der in einer Saison mindestens 30 Touchdownpässe und 30 Interceptions verzeichnete.
Nach dem Auslaufen seines Vertrags in Tampa Bay einigte sich Winston im April 2020 auf einen Einjahresvertrag mit den New Orleans Saints und war Ersatzquarterback hinter Drew Brees. Nach dem Rücktritt von Brees nach dem Ende der Saison 2020 unterschrieb Winston für ein weiteres Jahr in New Orleans und konkurrierte mit Taysom Hill um Brees′ Nachfolge als Starting Quarterback. Nach überzeugenden Leistungen in der Preseason wurde er zum Starter für den ersten Spieltag der Saison 2021 ernannt. In Woche 8 verletzte er sich beim Spiel gegen sein ehemaliges Team, die Tampa Bay Buccaneers, am Knie. Er zog sich einen Kreuzbandriss zu und fiel damit den Rest der Saison aus. In der Saison 2022 fiel Winston nach drei Spielen verletzungsbedingt aus und blieb auch nach seiner Genesung zweiter Quarterback hinter Andy Dalton. In der Saison 2023 war Winston Ersatzquarterback hinter Derek Carr. Nach der Saison wurde er im März 2024 entlassen.
Daraufhin nahmen die Cleveland Browns Winston unter Vertrag. Bei der 14:21-Niederlage gegen die Cincinnati Bengals in Woche 7 zog sich Deshaun Watson, der Staring Quarterback der Browns, eine schwere Verletzung zu und wurde zunächst durch Dorian Thompson-Robinson ersetzt. Nachdem dieser im letzten Viertel das Spielfeld ebenfalls verletzungsbedingt verlassen musste, wurde Jameis Winston eingewechselt und übernahm für die folgenden sieben Spiele die Rolle des Starting Quarterback. Die Unbeständigkeit, die Winston immer wieder vorgeworfen worden war, zeigte sich nach Meinung der Sports Illustrated exemplarisch bei der 32:41-Niederlage gegen die Denver Broncos in Woche 13, als er für fast 500 Yards warf und damit einen neuen Franchise-Rekord und eine Karrierebestleistung erzielte. Seinen vier Touchdowns standen aber auch drei Interceptions gegenüber, von denen zwei direkt zu Touchdowns für die Bengals führten (Pick Six) und letztendlich die Niederlage der Browns besiegelten. Nach drei Interceptions und keinem Touchdown im Spiel gegen die Kansas City Chiefs in Woche 15 musste Winston seinen Platz im Team wieder zugunsten des jungen 
Dorian Thompson-Robinson räumen. 13 Touchdowns standen am Ende der Saison 12 Interceptions gegenüber.
Am 31. März 2025 unterzeichnete Winston einen Zweijahresvertrag bei den New York Giants über 8 Millionen US-Dollar (bis zu 16 Millionen mit Boni).

### Karrierestatistik
| Jahr   | Team   | Spiele | Comp–Att  | Comp% | Yards  | TD  | INT | QB Rtg |
| ------ | ------ | ------ | --------- | ----- | ------ | --- | --- | ------ |
| 2015   | TB     | 16     | 312–535   | 58,3  | 4.042  | 22  | 15  | 84,2   |
| 2016   | TB     | 16     | 345–567   | 60,8  | 4.090  | 28  | 18  | 86,1   |
| 2017   | TB     | 13     | 282–442   | 63,8  | 3.504  | 19  | 11  | 92,2   |
| 2018   | TB     | 11     | 244–378   | 64,6  | 2.992  | 19  | 14  | 90,2   |
| 2019   | TB     | 16     | 380–626   | 60,7  | 5.109  | 33  | 30  | 84,3   |
| 2020   | NO     | 4      | 7–11      | 63,6  | 75     | 0   | 0   | 83,5   |
| 2021   | NO     | 7      | 95–161    | 59,0  | 1.170  | 14  | 3   | 102,8  |
| 2022   | NO     | 3      | 73–115    | 63,5  | 858    | 4   | 5   | 79,5   |
| 2023   | NO     | 7      | 25–47     | 53,2  | 264    | 2   | 3   | 57,4   |
| 2024   | CLE    | 12     | 181–296   | 61,1  | 2121   | 13  | 12  | 80,6   |
| Gesamt | Gesamt | 105    | 1944–3178 | 61,2  | 24.225 | 154 | 111 | 86,4   |

Quelle: pro-football-reference.com

## Kritik

### Vorwurf der Vergewaltigung
Am 14. November 2013 gab die Staatsanwaltschaft (Attorney General) des Zweiten Gerichtsbezirks bekannt, dass sie eine Untersuchung gegen James Winston zu einer Anschuldigung wegen sexueller Übergriffe eingeleitet habe. Die Anzeige der möglichen Vergewaltigung wurde bereits am 7. Dezember 2012 bei der Polizei von Tallahassee (TPD) eingereicht. Im Februar 2013 wurde die Anzeige jedoch als offen/inaktiv eingestuft, ohne dass Anklage erhoben wurde. Die Polizei von Tallahassee erklärte, dass die Anzeige inaktiv geschaltet wurde, „als das Opfer den Kontakt mit dem TPD abbrach, und ihr Anwalt erklärte, dass sie zu diesem Zeitpunkt erstmal nicht weiterarbeiten wollte“. Die Polizei prüfte die Anzeige erst erneut, nachdem die Medien Anfang November 2013 von diesem Fall erfuhren und begannen, Informationen anzufordern. Der Polizei wird im vorliegenden Fall von beiden Parteien unangemessenes Verhalten vorgeworfen. Die Anklägerin behauptet, unter Druck gesetzt worden zu sein, ihre Behauptung fallen/ruhen zu lassen. Winstons Anwalt hingegen beklagte unangemessene Lecks bei der Polizei, welche Informationen an die Medien weitergegeben hätten und so erst zu dieser Verhandlung geführt hätten. Floridas Politikrichtlinie ist, dass Athleten, die wegen eines Kapitalverbrechens angeklagt wurden, nicht spielen können, bis ihr Fall geklärt ist. Da Winston nicht angeklagt war, konnte er während der Untersuchungen weiter im Footballteam spielen und so das Team zur nationalen Meisterschaft führen und etliche Titel und Preise bekommen. Daraus kann sich ableiten lassen, dass bewusst versucht wurde, von einer Anklage bezüglich eines sexuellen Angriffs abzusehen, um das Collegeteam und dem Spieler möglichst wenig zu schaden. Indizien hierfür führt die Dokumentation The Hunting Ground auf. Am 5. Dezember 2013 kündigte Staatsanwalt (Attorney General) Willie Meggs den Abschluss der Untersuchung an und erklärte, dass in diesem Fall gegen niemanden Anklage erhoben werden würde.
Am 16. April 2014 berichtete die New York Times über Unregelmäßigkeiten bei der Untersuchung einer möglichen Vergewaltigung durch Winston: Die Klägerin ließ sich direkt nach der möglichen Vergewaltigung untersuchen, und es wurde Sperma auf ihrer Unterwäsche sowie Prellungen am Körper gefunden. 34 Tage nach der möglichen Vergewaltigung identifizierte die Klägerin Kinsman den Footballspieler Winston namentlich als ihren Angreifer. Die Polizei von Tallahassee kontaktierte Winston daraufhin etwa 13 Tage später. Trotz des Spermafundes wurde jedoch keine DNA-Probe von Winston genommen, bis der Staatsanwalt Monate später den Fall übernahm. Als die DNA-Probe von Winston im November 2013 dann entnommen wurde, stellte sich heraus, dass sie identisch mit dem in der Unterwäsche der Klägerin gefundenen Sperma war. Die polizeiliche Untersuchung, die viele Ungereimtheiten aufwies, wurde vom Polizisten Scott Angulo durchgeführt, der, wie der Artikel der New York Times herausfand, private Sicherheitsarbeiten für die Seminole Boosters durchführte, dem wichtigsten Geldgeber der Sportteams von Florida State.
Die offizielle Anhörung an der Florida State University wurde geleitet vom pensionierten Richter des Obersten Gerichtshofes Major B. Harding am 21. Dezember 2014. Dieser sprach Winston von der Verletzung des Verhaltenskodex für Studenten durch sexuellen Übergriff frei.
Die Klägerin, Erica Kinsman, reichte im April 2014 eine Zivilklage gegen Winston ein, worauf er sie im Mai 2014 wegen Diffamierung und unerlaubter Einmischung verklagte. In einem Urteil vom September 2015 wies Bundesrichterin Anne C. Conway Winstons Klage auf unerlaubte Einmischung ab, lehnte aber einen Antrag auf Abweisung seiner Klage auf Verleumdung auch ab.
Im November 2015 teilte Winston CNN mit, dass er bereit sei, Klage einzureichen, wenn das Netzwerk The Hunting Ground ihren gleichnamigen Dokumentarfilm über die Vergewaltigung auf dem College-Campus – mit umstrittenen Behauptungen über Winston – gezeigt werden sollte. Eine überarbeitete Version wurde am 22. November 2015 auf CNN ausgestrahlt.
Im Jahr 2016 zahlte die Universität 950.000 Dollar, um eine Klage von Kinsman wegen der Verletzung von Title IX durch die Florida State University außergerichtlich beizulegen. Die Universität hat sich auch bereit erklärt, fünf Jahre lang Programme zur Sensibilisierung für Sexualität durchzuführen. Sie gab bis heute keine Schuld im Fall der Vergewaltigung zu.

### Ladendiebstähle
Im Juli 2013 rief ein Mitarbeiter von Burger King die Polizei, da Winston Sodagetränke stahl. Laut Polizeibericht kam Winston mit drei Männern ins Restaurant, bestellte aber kein Essen und keine Getränke. Ein Angestellter, der ihn erkannte, sah ihn unerlaubterweise etwas Soda abfüllen und bat Winston, damit aufzuhören, sich Getränke nachzufüllen, was Winston jedoch nicht daran hinderte, weiterzumachen.
Am 29. April 2014 wurde Winston eine Zivilstrafe auferlegt, weil er in Tallahassee in einem Publix-Supermarkt Krabbenbeine stahl. Winston musste 20 Sozialstunden ableisten und durfte solange kein Football spielen, bis diese Stunden abgeleistet wurden.